# Nicholas Johannsen
Nicholas August Ludwig Jacob Johansen est un économiste allemand, surtout connu aujourd'hui pour son influence sur les théories de John Maynard Keynes.

## Biographie
N'étant qu'un « économiste amateur, excentrique diraient certains » selon les mots de Keynes, il fut largement ignoré de son vivant de la communauté des économistes. Il vécut majoritairement en Allemagne, et n'émigra aux États-Unis qu'au début du XXe siècle, où il travailla notamment comme employé dans l'import-export. Autodidacte, sans diplôme universitaire, il eut de grandes difficultés à se faire connaitre, ses écrits n'ayant pas été publiés par des revues institutionnelles .

## Influence
La notoriété et la reconnaissance posthume de Johannsen tiennent au succès que connurent les théories de Keynes quelque temps après sa mort. Il est en effet cité dans le Traité sur la monnaie publié par Keynes en 1930, soit deux ans après son décès. Il est crédité entre autres d'avoir été un de ceux qui ont élaboré, avant Keynes, l'idée que la demande agrégée pouvait ne pas être à la hauteur de l'offre agrégée (en), créant ainsi du chômage. De nos jours, il est « assez unanimement honoré comme l'un des plus importants précurseurs de la Théorie générale ».